# Stora Gäddtjärnen (Sundborns socken, Dalarna)
Stora Gäddtjärnen är en sjö i Falu kommun i Dalarna och ingår i Gavleåns huvudavrinningsområde.